# Представителен слой на OSI модела
Представителният слой е шестият, предпоследен слой на OSI модела. Той е отговорен за управление кодирането на данните. Не всички компютърни системи използват една и съща схема за кодиране на данни и това ниво трябва да осигури превода между несъвместимите схеми за кодиране на данни.
Представителният слой може да се използва за преодоляване на различия във форматите за плаваща запетая и за осигуряване на кодиращи или декодиращи услуги.